# 徳島県道401号鳴門徳島自転車道線
徳島県道401号鳴門徳島自転車道線（とくしまけんどう401ごう なるととくしまじてんしゃどうせん）は、徳島県鳴門市から徳島市までを結ぶ自転車道である。未整備区間が一部ある。
愛称は鳴門・徳島サイクリングロード。

## 路線の概要
- 総延長：38,379m
- 実延長：20,864m
- 未供用区間：17,515m

- 起点：鳴門市
- 終点：徳島市川内町

## 通過市町村
- 鳴門市 - 板野郡松茂町 - 徳島市

## 周辺の施設
- 鳴門市役所
- 岡崎海岸
- 徳島空港
- 加賀須野橋
- 吉野川
- 小松海岸

## 接続道路
- 国道28号
- 徳島県道184号粟津港撫養線
- 徳島県道185号粟津港線
- 徳島県道219号古川長原港線
- 徳島県道187号長原港線
- 徳島県道220号川内大代線
- 徳島県道181号川内埠頭線
- 徳島県道29号徳島環状線
- 国道11号